# Destinatario sconosciuto
Destinatario sconosciuto (Address Unknown) è un romanzo epistolare di Katherine Kressmann Taylor pubblicato nel 1938 dalla rivista Story di New York e nel 1939 come libro vero e proprio. 
Il romanzo fu ignorato per sessant'anni fino al 1999 quando, tre anni dopo la morte dell'autrice, venne tradotto in lingua francese diventando un best seller.
Nel 1944 dal libro fu tratto l'omonimo film, diretto da William Cameron Menzies.

## Storia editoriale

### Concezione
La postfazione del libro, amorevolmente scritta dal figlio della Taylor, rivela che l'idea della storia è venuta grazie ad un piccolo trafiletto di giornale: gli studenti americani in 
Germania in quegli anni rivelarono ai familiari la verità sulle atrocità naziste, ma questa verità non fu accettata dalla maggior parte degli americani, tra cui Charles Lindbergh.
I familiari spesso ritennero che sarebbe stato divertente inviar loro lettere che si prendessero gioco di Hitler, e gli studenti dalla Germania risposero: "Piantatela. Siamo in pericolo. Queste persone non scherzano. Potreste uccidere qualcuno semplicemente scrivendogli." 
Da qui l'idea della lettera come arma o di omicidio per posta.

## Trama
Martin Schulse, un uomo d'affari tedesco di fede cristiana, ritorna con la sua famiglia in Germania. Il suo socio in affari, Max Eisenstein, ebreo, rimane negli Stati Uniti per gestire la galleria d'arte che i due amici hanno a San Francisco. La storia è interamente raccontata attraverso 19 lettere che gli amici si scrivono nel periodo che va dal 12 novembre 1932 al 3 marzo 1934.
Nelle prime lettere Martin descrive una Germania poverissima, distrutta dalla prima guerra mondiale, che cerca disperatamente di riprendersi. Tuttavia la vita per Martin in Germania è più agiata di quanto già non fosse in America, tanto che i tedeschi lo considerano un magnate; al contrario, gli affari di Max vanno male a causa dei postumi della Grande depressione. Col tempo Martin esprime i propri dubbi su Hitler, divenuto da poco capo del governo; in seguito sembra apprezzarlo e riferisce che il Paese ha ricominciato a sperare in una rapida ripresa economica. Inizialmente invidioso, Max condivide con l'amico le proprie preoccupazioni dopo aver saputo da alcuni fuggiaschi tedeschi che gli ebrei sono sottoposti a privazioni e angherie dal Terzo Reich. Martin gli risponde con malcelato antisemitismo e gli chiede di smettere di scrivergli, per paura di compromettere la sua attività e la sua famiglia nel caso una sua lettera venisse intercettata.
Max è costretto a scrivere nuovamente a Martin quando apprende che sua sorella Griselle, attrice berlinese, è scomparsa. Martin gli risponde ammettendo di aver allontanato Griselle quando la donna, ricercata dai nazisti, si era rivolta a lui per ottenere protezione, causando indirettamente la sua cattura e la successiva morte. Dalle parole di Martin traspare il suo rancore nei confronti della ragazza, che molti anni prima aveva interrotto una relazione con lui.
Dopo un intervallo di circa un mese, Max torna a scrivere a Martin, in apparenza riferendosi a questioni d'affari ma scrivendo come se fra di loro esistesse un codice segreto basato su riferimenti al tempo e alle dimensioni dei quadri, insinuando che Martin sia ebreo. L'amico gli risponde in preda al panico, dicendogli che a causa di queste lettere è finito tra i sospettati di spionaggio; in nome della loro amicizia gli chiede di fermarsi per poter salvare se stesso e la sua famiglia. Max, tuttavia, porta avanti la sua sottile vendetta e continua a scrivere lettere sempre più allusive, l'ultima delle quali gli torna indietro recando il timbro Adressat unbekannt, "destinatario sconosciuto".

## Rappresentazioni teatrali
Destinatario sconosciuto è stato eseguito come uno spettacolo teatrale in Francia, 2001, in Israele dal 2002 e al Teatro Promenade a New York nel 2004. Inoltre è stato rappresentato in numerosi paesi europei; in Italia ha avuto l'adattamento e la regia di Rosario Tedesco, dove è stato messo in scena (tra i tanti) al Teatro Bonci di Cesena.

## Edizioni
- Katherine Kressmann Taylor, Destinatario Sconosciuto, Rizzoli, 2003,  pp. 77 pagine.